# Chrysopilus nubecula
Chrysopilus nubecula är en tvåvingeart som först beskrevs av Fallen 1814.  Chrysopilus nubecula ingår i släktet Chrysopilus och familjen snäppflugor. Enligt den svenska rödlistan är arten nära hotad i Sverige. Arten förekommer i Götaland och Öland. Artens livsmiljö är skogslandskap. Inga underarter finns listade i Catalogue of Life.